# Katie Schlukebir
| Posities op de WTA-ranglijst Positie per einde seizoen: \| jaar \| rang enkelspel \| rang dubbelspel \| \| ---- \| -------------- \| --------------- \| \| 1992 \| – \| 368 \| \| \| \| \| \| 1996 \| – \| 613 \| \| 1997 \| 478 \| 234 \| \| 1998 \| 190 \| 61 \| \| 1999 \| 383 \| 55 \| \| 2000 \| 531 \| 68 \| \| 2001 \| 936 \| 64 \| \| 2002 \| 552 \| 128 \| |                |                 |
| jaar | rang enkelspel | rang dubbelspel |
| 1992 | –              | 368             |
| |                |                 |
| 1996 | –              | 613             |
| 1997 | 478            | 234             |
| 1998 | 190            | 61              |
| 1999 | 383            | 55              |
| 2000 | 531            | 68              |
| 2001 | 936            | 64              |
| 2002 | 552            | 128             |

Katrina (Katie) Schlukebir (Kalamazoo, 29 april 1975) is een voormalig tennisspeelster uit de Verenigde Staten van Amerika. Schlukebir begon met tennis toen zij vier jaar oud was. Zij speelt rechtshandig en heeft een tweehandige backhand. Zij was actief in het proftennis van 1991 tot en met 2002.

## Loopbaan
Schlukebir studeerde psychologie aan de Stanford-universiteit (1993–1997), hetgeen zij afsloot met een bachelor-diploma.

### Enkelspel
Schlukebir debuteerde in 1991 op het ITF-toernooi van Midland (VS). Zij stond in 1997 voor het eerst in een finale, op het ITF-toernooi van Oklahoma (VS) – zij verloor van landgenote Julie Scott. Later dat jaar won Schlukebir haar eerste titel, op het ITF-toernooi van Puerto Vallarta (Mexico), door de Tsjechische Jana Ondrouchová te verslaan. 
Een maand later veroverde zij haar andere ITF-titel, in Caracas (Venezuela).
In 1999 kwalificeerde Schlukebir zich voor het eerst voor een WTA-hoofdtoernooi, op het toernooi van Japan. Zij kwam op de WTA-toernooien nooit voorbij de eerste ronde.
Haar hoogste notering op de WTA-ranglijst is de 188e plaats, die zij bereikte in oktober 1998.

### Dubbelspel
Schlukebir behaalde in het dubbelspel betere resultaten dan in het enkelspel. Zij debuteerde in 1991 op het ITF-toernooi van Chicago (VS), samen met landgenote Julie Steven. Zij stond in 1992 voor het eerst in een finale, op het ITF-toernooi van Miami (VS), samen met landgenote Lindsay Davenport – hier veroverde zij haar eerste titel, door het duo Tracey Morton en Tamaka Takagi te verslaan. In totaal won zij twaalf ITF-titels, de laatste in 2001 in Pittsburgh (VS).
In 1992 had Schlukebir haar grandslamdebuut op het US Open, waarvoor zij samen met Julie Steven een wildcard had gekregen – met dezelfde partner bereikte zij de finale van het meisjesdubbelspel.
In 1995 speelde Schlukebir voor het eerst op een WTA-hoofdtoernooi, op het toernooi van Oakland, samen met landgenote Anna Bleszynski. Zij stond in 1999 voor het eerst in een WTA-finale, op het toernooi van Québec, samen met landgenote Amy Frazier – hier veroverde zij haar enige WTA-titel, door het koppel Cara Black en Debbie Graham te verslaan. In 2001 bereikte zij nog eens een finale, op het WTA-toernooi van Gold Coast, samen met landgenote Meghann Shaughnessy.
Haar beste resultaat op de grandslamtoernooien is het bereiken van de kwartfinale, op het US Open 1998, samen met Amy Frazier. Haar hoogste notering op de WTA-ranglijst is de 46e plaats, die zij bereikte in augustus 1999.

#### Gemengd dubbelspel
In deze discipline bereikte Schlukebir de kwartfinale op Wimbledon 2000, met de Filipijn Eric Taino aan haar zijde – daar verloren zij van Kim Clijsters en Lleyton Hewitt.

### Na het beroepstennis
Schlukebir werkte als coach voor de Amerikaanse tennisbond.

## Palmares
| Legenda                |
| ---------------------- |
| Grandslamtoernooi      |
| Olympische Spelen      |
| Year-End Championships |
| Tier I                 |
| Tier II                |
| Tier III               |
| Tier IV & V            |

### WTA-finaleplaatsen enkelspel
geen

### WTA-finaleplaatsen vrouwendubbelspel
| nr.              | finale     | toernooi       | ondergrond | partner             | tegenstandsters                | score    |         |
| ---------------- | ---------- | -------------- | ---------- | ------------------- | ------------------------------ | -------- | ------- |
| gewonnen finales |            |                |            |                     |                                |          |         |
| 1.               | 1999-11-07 | WTA Québec     | tapijt (i) | Amy Frazier         | Cara Black Debbie Graham       | 6-2, 6-3 | details |
| verloren finales |            |                |            |                     |                                |          |         |
| 1.               | 2001-01-06 | WTA Gold Coast | hardcourt  | Meghann Shaughnessy | Giulia Casoni Janette Husárová | 6-7, 5-7 | details |

### Gewonnen ITF-toernooien enkelspel
| nr. | finale     | toernooi        | dotatie | ondergrond | tegenstandster in finale | score    |
| --- | ---------- | --------------- | ------- | ---------- | ------------------------ | -------- |
| 1.  | 1997-10-25 | Puerto Vallarta | $10.000 | hardcourt  | Jana Ondrouchová         | 6-1, 7-6 |
| 2.  | 1997-11-23 | Caracas         | $10.000 | hardcourt  | Melissa Mazzotta         | 7-5, 7-5 |

### Gewonnen ITF-toernooien dubbelspel
Twaalfmaal (met in totaal elf verschillende partners) kon Schlukebir de zege naar zich toe trekken:
- 1992: Miami
- 1997: Oklahoma, Mexico-Stad, Puerto Vallarta, Caracas
- 1998: Industry Hills
- 1999: Rockford, Nashville
- 2000: Kirkland
- 2001: Rockford, Albuquerque, Pittsburgh

## Resultaten grandslamtoernooien
| Legenda | Legenda                          |
| ------- | -------------------------------- |
| g.t.    | geen toernooi gehouden           |
| l.c.    | lagere categorie                 |
| –       | niet deelgenomen                 |
| G       | uitgeschakeld in de groepsfase   |
| 1R      | uitgeschakeld in de eerste ronde |
| 2R      | uitgeschakeld in de tweede ronde |
| 3R      | uitgeschakeld in de derde ronde  |
| 4R      | uitgeschakeld in de vierde ronde |
| KF      | uitgeschakeld in de kwartfinale  |
| HF      | uitgeschakeld in de halve finale |
| F       | de finale verloren               |
| W       | het toernooi gewonnen            |
| w-v     | winst/verlies-balans             |

### Enkelspel
geen deelname aan een hoofdtoernooi

### Vrouwendubbelspel
| toernooi        | 1992 |    | 1998 | 1999 | 2000 | 2001 | 2002 | w-v |
| --------------- | ---- | -- | ---- | ---- | ---- | ---- | ---- | --- |
| Australian Open | –    | –  | 1R   | 1R   | 2R   | 1R   | 1-4  |     |
| Roland Garros   | –    | 2R | 2R   | 1R   | 2R   | 1R   | 3-5  |     |
| Wimbledon       | –    | 2R | 3R   | 3R   | 2R   | 1R   | 6-5  |     |
| US Open         | 1R   | KF | 2R   | 2R   | 2R   | 1R   | 6-6  |     |

### Gemengd dubbelspel
| toernooi        | 1999 | 2000 | 2001 | 2002 | w-v |
| --------------- | ---- | ---- | ---- | ---- | --- |
| Australian Open | –    | 2R   | –    | –    | 1-1 |
| Roland Garros   | 2R   | 2R   | –    | –    | 2-2 |
| Wimbledon       | 1R   | KF   | 2R   | 2R   | 5-4 |
| US Open         | 1R   | –    | 1R   | 1R   | 0-3 |